# Fotogramas de Plata 1979
La 30a cerimònia de lliurament dels Premis Fotogramas de Plata, corresponents a l'any 1979, lliurats per la revista espanyola especialitzada en cinema Fotogramas, va tenir lloc a Barcelona el 14 de febrer de 1980. La presentadora de l'acte fou l'actriu catalana Mònica Randall. Després de l'entrega es va projectar la pel·lícula 10, la dona perfecta de Blake Edwards.

## Candidatures

### Millor pel·lícula espanyola
| Pel·lícula            | Director                | Resultat   |
| --------------------- | ----------------------- | ---------- |
| El corazón del bosque | Manuel Gutiérrez Aragón | Guanyadora |

### Millor pel·lícula estrangera
| pel·lícula | Director    | Resultat   |
| ---------- | ----------- | ---------- |
| Manhattan  | Woody Allen | Guanyadora |

### Millor intèrpret de cinema espanyol
| Actriu        | Pel·lícula            | Resultat   |
| ------------- | --------------------- | ---------- |
| Ángela Molina | El corazón del bosque | Guanyadors |

### Millor intèrpret de cinema estranger
| Actriu       | Pel·lícula     | Resultat   |
| ------------ | -------------- | ---------- |
| Martin Sheen | Apocalypse Now | Guanyadora |

### Millor intèrpret de televisió
| Intèrprete       | Sèrie de televisió | Resultat   |
| ---------------- | ------------------ | ---------- |
| José Luis Balbín | La clave           | Guanyadora |

### Millor intèrpret de teatre
| Intèrpret  | Muntatge | Resultat  |
| ---------- | -------- | --------- |
| Enric Majó | Hamlet   | Guanyador |

### Millor activitat musical
| Intèrpret | Resultat  |
| --------- | --------- |
| Ana Belén | Guanyador |